# Neuwelt-Sumpfschildkröten
Die Neuwelt-Sumpfschildkröten (Emydidae) unterscheiden sich im Aufbau des Panzers und des Schädels von den Altwelt-Sumpfschildkröten (Geoemydidae), die früher zu ihnen gerechnet wurden. Es gibt etwa 53 Arten aus 11 Gattungen in den zwei Unterfamilien Deirochelyinae und Emydinae.

## Verbreitung
Wie der Name andeutet, leben die Neuwelt-Sumpfschildkröten in der Neuen Welt, also in Nord-, Mittel- und Südamerika. Eine Art allerdings, die Europäische Sumpfschildkröte (Emys orbicularis), lebt in Süd- und Mitteleuropa, in Nordafrika und in der Türkei bis zum nördlichen Iran. Sie ist auch die einzige in Deutschland, Österreich und der Schweiz natürlich vorkommende Schildkrötenart. Es gibt aber nur noch seltene lokale Restbestände. Die auf Sizilien vorkommende Population stellt eine weitere europäische Art dar, die Sizilianische Sumpfschildkröte (Emys trinacris).

## Lebensweise
Die meisten Neuwelt-Sumpfschildkröten führen ein aquatisches, an das Wasser gebundenes Leben. Die Diamantschildkröte (Malaclemys terrapin) geht auch in Brackwasser. Die Dosenschildkröten (Terrapene) leben eher terrestrisch, an Land.

## Systematik

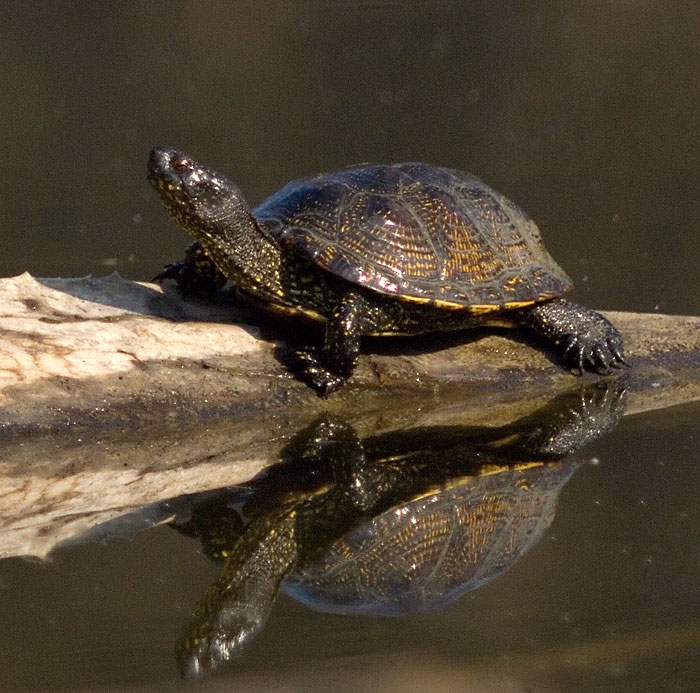
Europäische Sumpfschildkröte (Emys orbicularis)

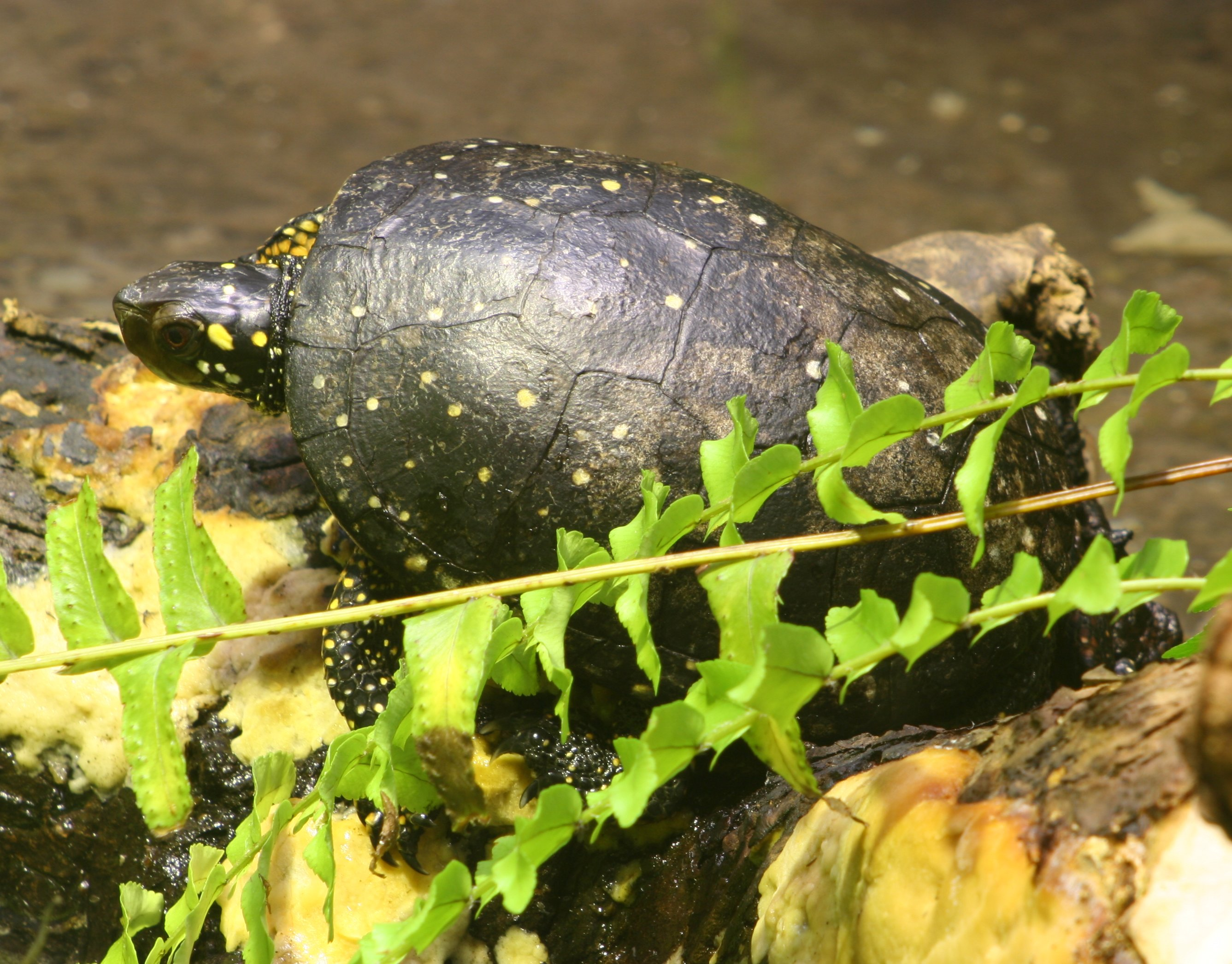
Tropfenschildkröte (Clemmys guttata)

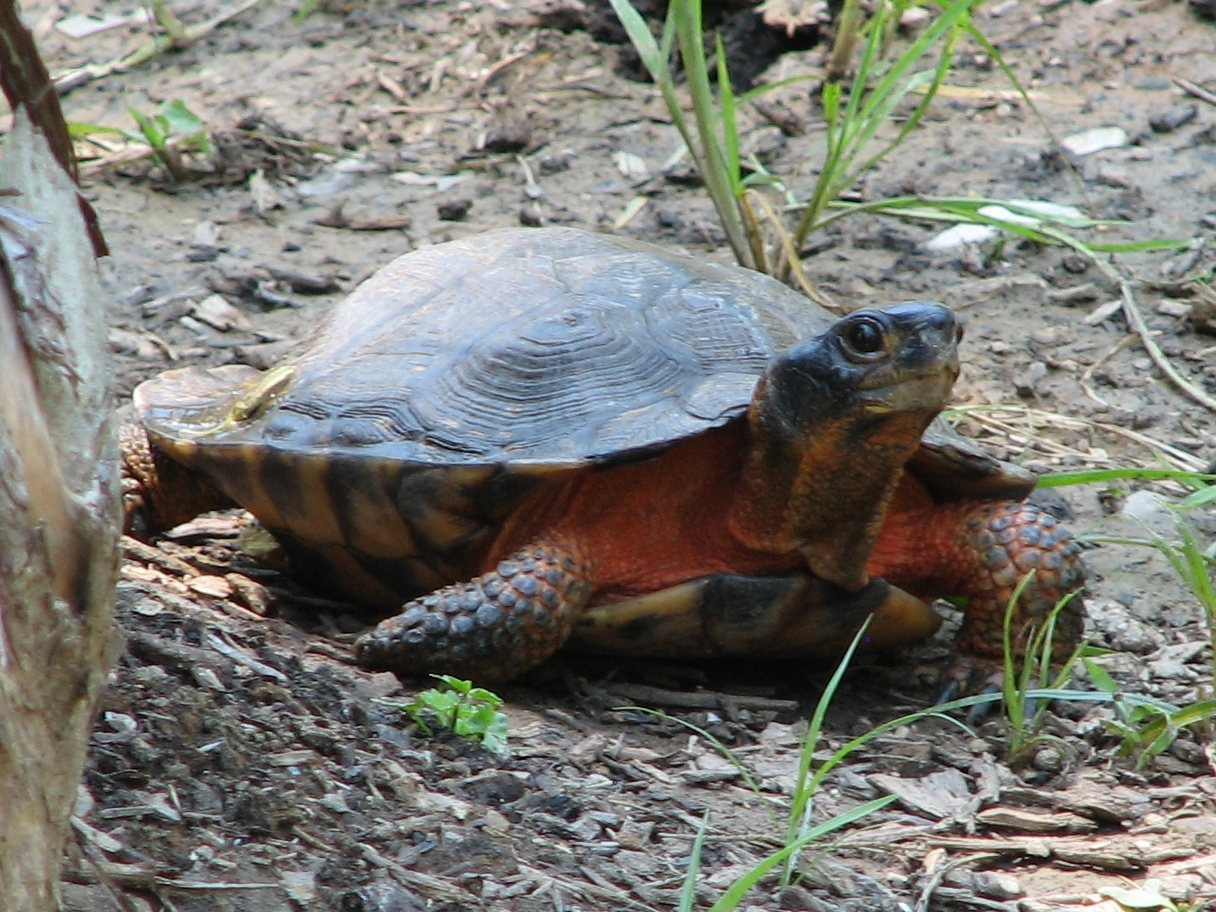
Waldbachschildkröte (Glyptemys insculpta)

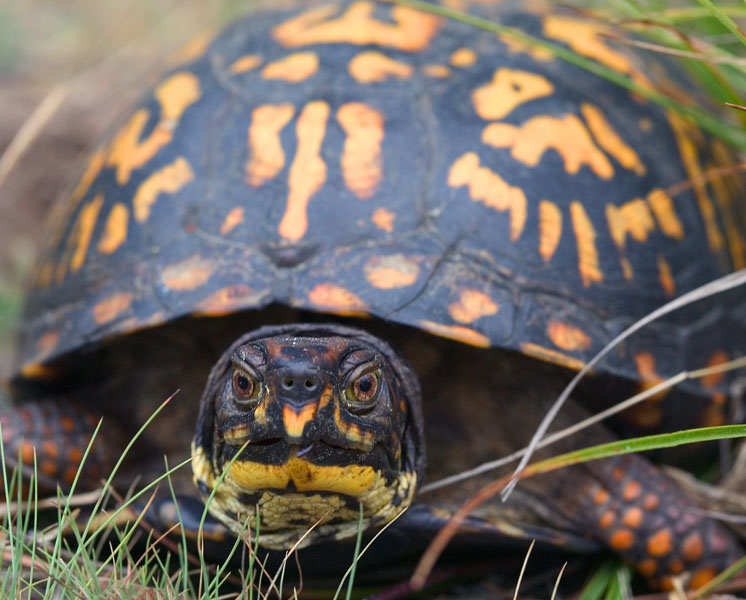
Carolina-Dosenschildkröte (Terrapene carolina carolina)

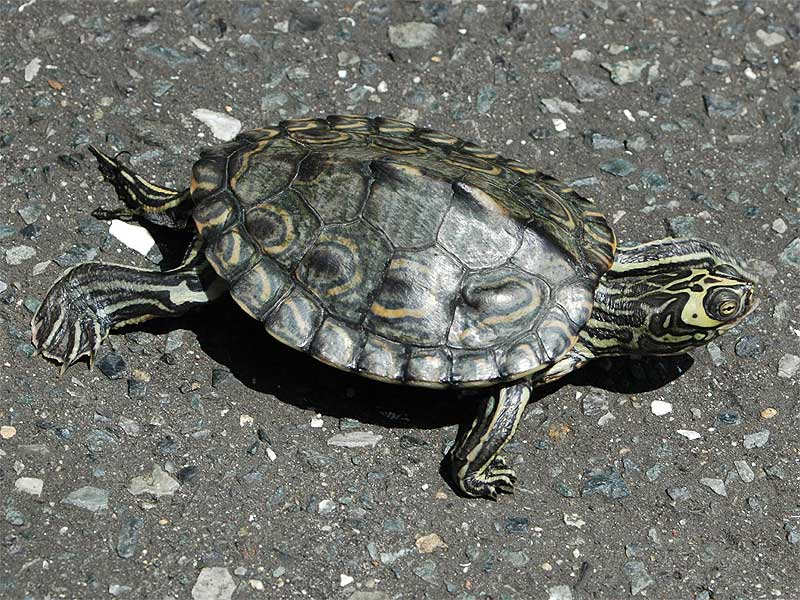
Barbours-Höckerschildkröte (Graptemys barbouri) Schlüpfling

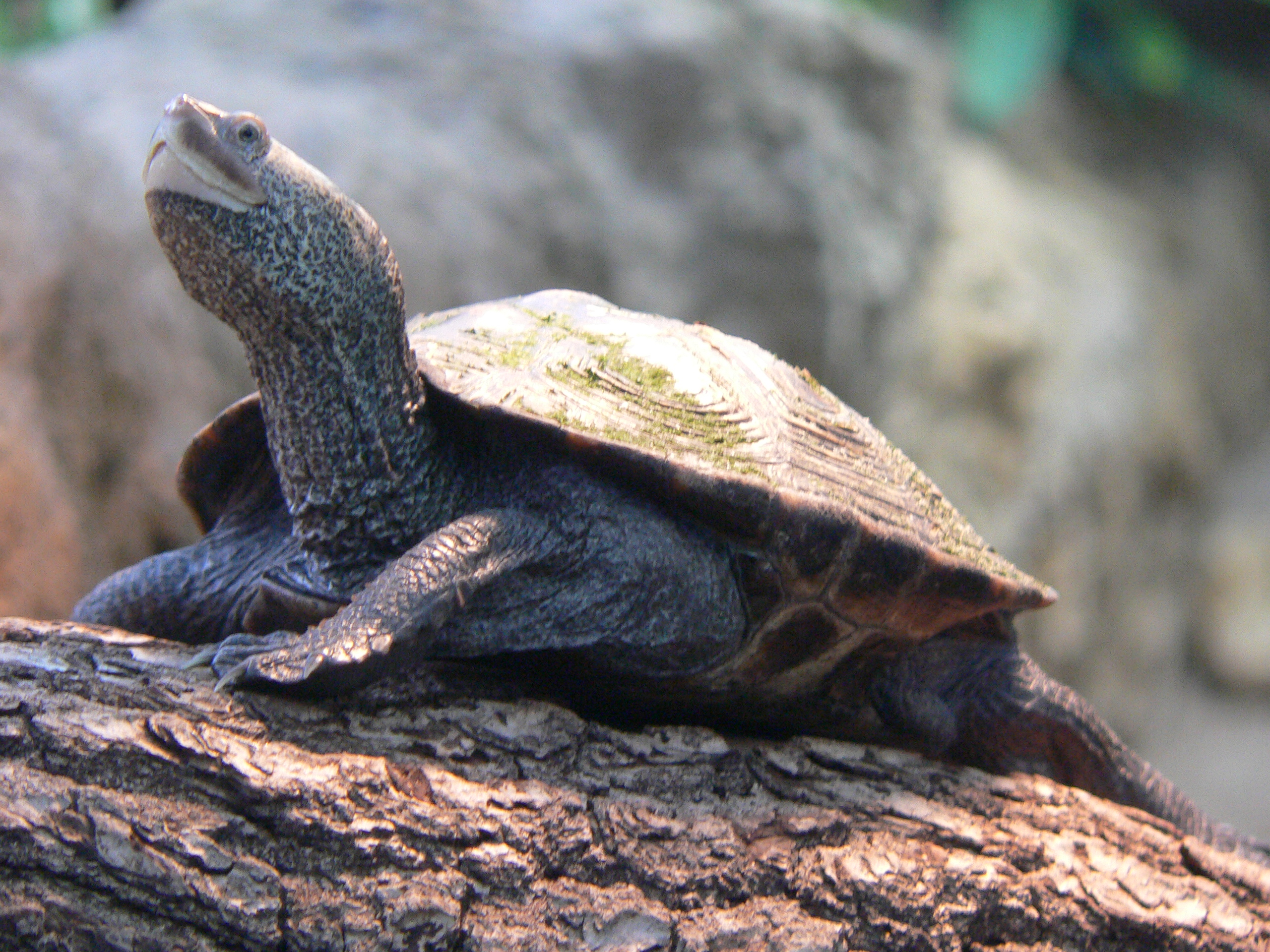
Diamantschildkröte (Malaclemys terrapin)

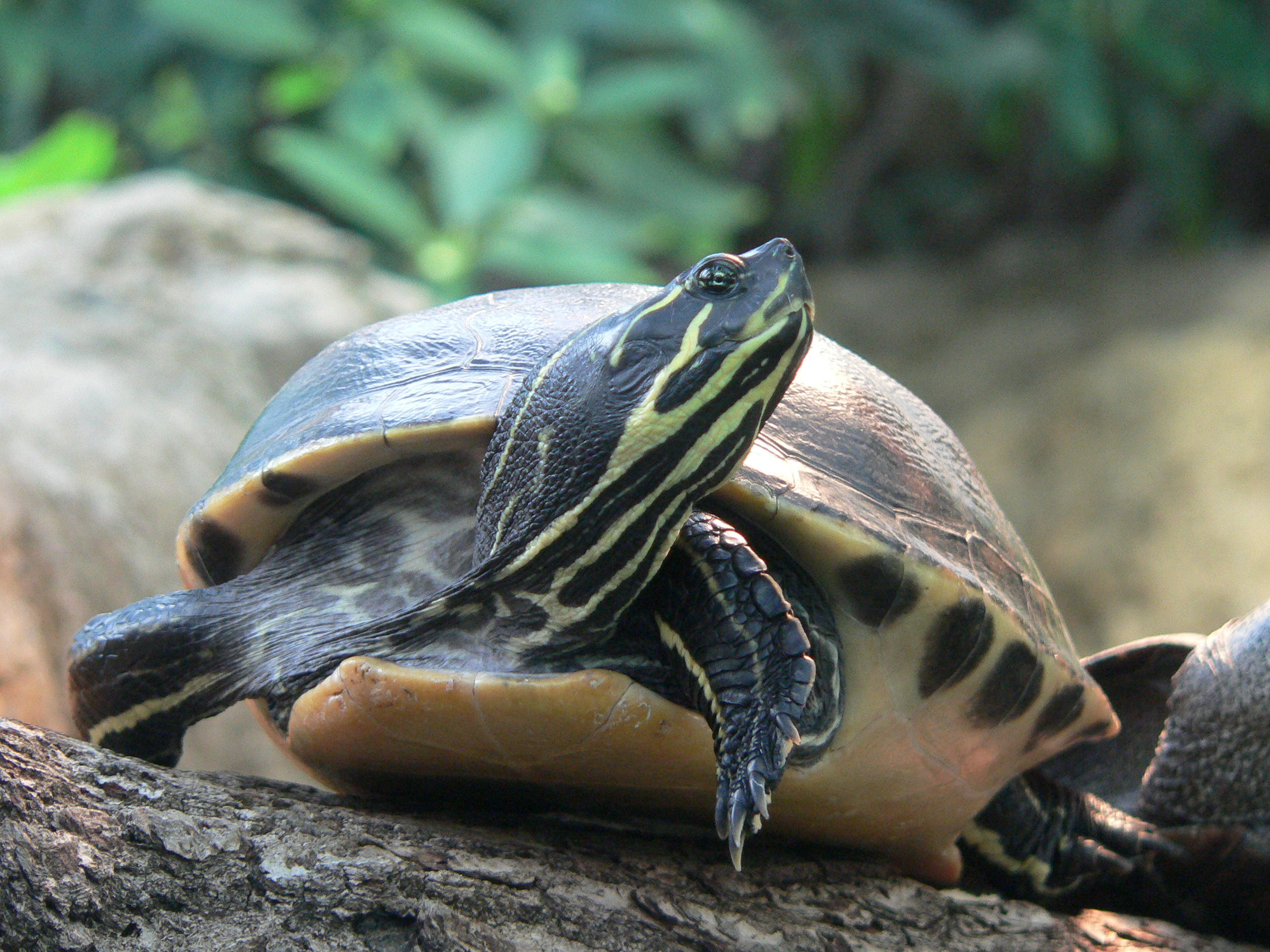
Florida-Rotbauch-Schmuckschildkröte (Pseudemys nelsoni)

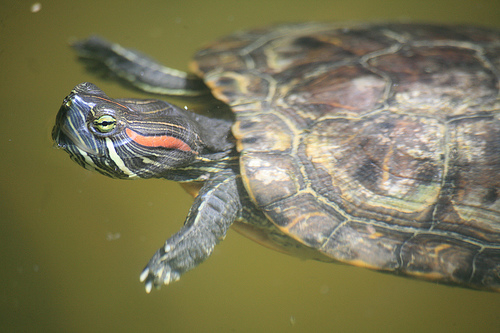
Rotwangen-Schmuckschildkröte (Trachemys scripta elegans)

Zur Familie der Neuwelt-Sumpfschildkröten gehören derzeit folgende 11 Gattungen und 53 rezente Arten:
- Neuwelt-Sumpfschildkröten (Emydidae)
  - Unterfamilie Emydinae Rafinesque, 1815 oder Clemmys-Komplex
    - Gattung Actinemys Agassiz, 1857
      - Pazifische Sumpfschildkröte (Actinemys marmorata (Baird & Girard, 1852))
      - Actinemys pallida (Seeliger, 1945)

    - Gattung Emys Duméril, 1805
      - Amerikanische Sumpfschildkröte (Emys blandingii (Holbrook, 1838), Syn.: Emydoidea blandingii)
      - Europäische Sumpfschildkröte (Emys orbicularis (Linnaeus, 1758))
      - Sizilianische Sumpfschildkröte (Emys trinacris Fritz, Fattizzo, Guicking, Tripepi, Pennisi, Lenk, Joger & Wink, 2005)

    - Gattung Clemmys Ritgen, 1828
      - Tropfenschildkröte (Clemmys guttata (Schneider, 1792))

    - Gattung Amerikanische Wasserschildkröten (Glyptemys Agassiz, 1857)
      - Waldbachschildkröte (Glyptemys insculpta (Le Conte, 1830))
      - Moorschildkröte (Glyptemys muhlenbergii (Schoepff, 1801))

    - Gattung Dosenschildkröten (Terrapene Merrem, 1820)
      - Carolina-Dosenschildkröte (Terrapene carolina (Linnaeus, 1758))
      - Coahuila-Dosenschildkröte (Terrapene coahuila Schmidt & Owens 1944)
      - Mexikanische Dosenschildkröte (Terrapene mexicana (Gray, 1849))
      - Tropfen-Dosenschildkröte (Terrapene nelsoni Stejneger, 1925)
      - Schmuck-Dosenschildkröte (Terrapene ornata (Agassiz, 1857))
      - Yucatan-Dosenschildkröte (Terrapene yucatana (Boulenger, 1895))

  - Unterfamilie Deirochelyinae Agassiz, 1857 oder Chrysemys-Komplex
    - Gattung Chrysemys Gray, 1844
      - Südliche Zierschildkröte (Chrysemys dorsalis Agassiz, 1857) (Art Status umstritten)
      - Zierschildkröte (Chrysemys picta (Schneider, 1783))

    - Gattung Deirochelys Agassiz, 1857
      - Langhals-Schmuckschildkröte (Deirochelys reticularia (Latreille, 1801))

    - Gattung Höckerschildkröten (Graptemys Agassiz, 1857)
      - Barbours Höckerschildkröte (Graptemys barbouri Carr & Marchand, 1942)
      - Cagles Höckerschildkröte (Graptemys caglei Haynes & Mckown, 1974)
      - Escambia-Höckerschildkröte (Graptemys ernsti Lovich & Mccoy, 1992)
      - Gelbtupfen-Höckerschildkröte (Graptemys flavimaculata Cagle, 1954)
      - Landkarten-Höckerschildkröte (Graptemys geographica (Le Sueur, 1817))
      - Pascagoula-Höckerschildkröte (Graptemys gibbonsi Lovich & Mccoy, 1992)
      - Schwarzknopf-Höckerschildkröte (Graptemys nigrinoda Cagle, 1954)
      - Pracht-Höckerschildkröte (Graptemys oculifera (Baur, 1890))
      - Ouachita-Höckerschildkröte (Graptemys ouachitensis Cagle, 1953)
      - Graptemys pearlensis Ennen, Lovich, Kreiser, Selman & Qualls, 2010
      - Falsche Landkarten-Höckerschildkröte (Graptemys pseudogeographica (Gray, 1831))
        - Missouri-Höckerschildkröte (Graptemys pseudogeographica pseudogeographica (Gray, 1831))
        - Mississippi-Höckerschildkröte (Graptemys pseudogeographica kohnii (Baur, 1890))

      - Schmuck-Höckerschildkröte (Graptemys pulchra Baur, 1893)
      - Sabine-Höckerschildkröte (Graptemys sabinensis Cagle, 1953)
      - Texas-Höckerschildkröte (Graptemys versa Stejneger, 1925)

    - Gattung Malaclemys Gray, 1844
      - Diamantschildkröte (Malaclemys terrapin (Schoepff, 1793))

    - Gattung Echte Schmuckschildkröten (Pseudemys Gray, 1856)
      - Alabama-Rotbauch-Schmuckschildkröte (Pseudemys alabamensis Baur, 1893)
      - Gewöhnliche Schmuckschildkröte (Pseudemys concinna (Le Conte, 1830))
      - Rio-Grande-Schmuckschildkröte (Pseudemys gorzugi Ward, 1984)
      - Florida-Rotbauch-Schmuckschildkröte (Pseudemys nelsoni Carr, 1938)
      - Halbinsel-Schmuckschildkröte (Pseudemys peninsularis Carr, 1938)
      - Nördliche Rotbauch-Schmuckschildkröte (Pseudemys rubriventris (Le Conte, 1830))
      - Suwannee-Schmuckschildkröte (Pseudemys suwanniensis Carr, 1937) (Art Status unklar)
      - Texas-Schmuckschildkröte (Pseudemys texana Baur, 1893)

    - Gattung Buchstaben-Schmuckschildkröten (Trachemys Agassiz, 1857)
      - Hispaniola-Schmuckschildkröte (Trachemys decorata (Barbour & Carr, 1940))
      - Kuba-Schmuckschildkröte (Trachemys decussata (Gray, 1831))
      - Südamerikanische Schmuckschildkröte (Trachemys dorbigni (Duméril & Bibron, 1835))
        - Maranhao-Schmuckschildkröte (Trachemys dorbigni adiutrix Vanzolini, 1995)

      - Mexikanische Schmuckschildkröte (Trachemys gaigeae (Hartweg, 1939))
      - Grays Schmuckschildkröte (Trachemys grayi (Bocourt, 1868))
        - Nicaragua-Schmuckschildkröte (Trachemys grayi emolli (Legler, 1990))

      - Trachemys medemi Vargas-Ramírez, Valle, Ceballos & Fritz, 2017
      - Pazifische Schmuckschildkröte (Trachemys nebulosa (Van Denburggh, 1895))
      - Nayarit-Schmuckschildkröte (Trachemys ornata (Gray, 1831)) (Art Status unklar)
      - Nordamerikanische Buchstaben-Schmuckschildkröte (Trachemys scripta (Schoepff, 1792))
        - Gelbwangen-Schmuckschildkröte (Trachemys scripta scripta (Schoepff, 1792))
        - Rotwangen-Schmuckschildkröte (Trachemys scripta elegans (Wied-Neuwied, 1838))
        - Cumberland-Schmuckschildkröte (Trachemys scripta troostii (Holbrook, 1836))

      - Antillen-Schmuckschildkröte (Trachemys stejnegeri Schmidt, 1928)
      - Cuatro-Ciénegas-Schmuckschildkröte (Trachemys taylori (Legler, 1960))
      - Jamaika-Schmuckschildkröte (Trachemys terrapen (Bonnaterre, 1789))
      - Mittelamerikanische Schmuckschildkröte (Trachemys venusta (Gray, 1855))
        - Kinnfleck-Schmuckschildkröte (Trachemys venusta callirostris (Gray, 1855))

      - Sonora-Schmuckschildkröte (Trachemys yaquia (Legler & Webb, 1970))